# Pedes molen
Pedes molen of de Bistmolen is een watermolen in Hundelgem, een dorp in de gemeente Zwalm in de Belgische provincie Oost-Vlaanderen. De molen ligt aan de Passemaregracht, net op de grens met Velzeke-Ruddershove (Zottegem). De bovenslagmolen werd opgericht in 1664 en werd verbouwd in 1775. Hij was actief tot 1965. Sinds 1981 is de molen beschermd als monument en als dorpsgezicht. In 2001 werd Pedes molen door de eigenaar gerestaureerd en opnieuw maalvaardig gemaakt.